# Chelostoma cockerelli
Chelostoma cockerelli là một loài Hymenoptera trong họ Megachilidae. Loài này được Michener mô tả khoa học năm 1938.